# Spirochaetaceae
Die Spirochäten-Familie Spirochaetaceae wurde erstmals 1907 beschrieben und damit von den Spirillen unterschieden, die zwar im lichtmikroskopischen Bild ähnlich erscheinen, aber nicht näher mit den Spirochäten verwandt sind. Die Vertreter dieser gramnegativen Bakterien sind meistens anaerob, können sich also auch ohne Sauerstoff vermehren. Einige Arten sind krankheitserregend (pathogen). Die verursachten Infektionskrankheiten umfassen Syphilis, verursacht durch Treponema pallidum oder die Lyme-Borreliose, verursacht durch Borrelia burgdorferi. Es gibt aber auch zahlreiche apathogene Arten, die zum Beispiel freilebend im Wasser vorkommen.

## Merkmale

### Erscheinungsbild
Die Zellen sind länglich mit einer wendelförmigen (helikalen) Struktur, wie sie für Spirochäten typisch ist. Der Durchmesser liegt im Bereich von 0,1–3,0 µm bei einer Länge von 3,5–250 µm. Dabei sind Vertreter der Gattungen Cristispira und Spirochaeta besonders groß und erreichen eine Länge von 150 bzw. 250 µm. Die Zellenden sind nicht hakenförmig gebogen, wie dies für Vertreter der Familie der Leptospiraceae typisch ist. Unter ungünstigen Bedingungen werden kugelförmige Zellen gebildet. Die periplasmatischen Flagellen (Endoflagellen) beginnen an den beiden Enden der Zelle und erstrecken sich beinahe über die gesamte Zelllänge, wobei sie sich in der Zellmitte überlappen. Sie verleihen den Zellen die Fähigkeit, sich aktiv zu bewegen. In der Gram-Färbung verhalten sich die Zellen negativ.

### Wachstum und Stoffwechsel
Die Vertreter der Spirochaetaceae sind chemo-heterotroph. Der Stoffwechsel ist entweder strikt anaerob, d. h. die Bakterien zeigen unter anaeroben Bedingungen – also unter Sauerstoffausschluss – Wachstum. Oder es handelt sich um fakultativ anaerobe Arten, sie wachsen bei Anwesenheit oder Abwesenheit von Sauerstoff. Weiterhin zählen auch mikroaerophile Arten zur Familie, sie benötigen Sauerstoff für das Wachstum, jedoch in geringerer Konzentration als in der normalen Luft vorhanden ist.
Im Stoff- und Energiewechsels werden verschiedene Kohlenhydrate in einer Gärung verwertet. Viele Arten verwenden auch Aminosäuren als Substrat, dies trifft nicht auf die Vertreter der Gattung Spirochaeta zu. Langkettige Fettsäuren und Fettalkohole können nicht verwertet werden. Als Stoffwechselendprodukte treten beim fermentativen Abbau Acetat, Lactat, Ethanol, molekularer Wasserstoff (H2) und Kohlenstoffdioxid (CO2) auf. Bei fakultativ aneroben Arten, die auch einen oxidativen Abbau durchführen, sind meist CO2 und Acetat die Endprodukte.

### Chemotaxonomie
Der GC-Gehalt, der Anteil der Nukleinbasen Guanin und Cytosin in der Bakterien-DNA, liegt für die Familie in einem weiten Bereich von 36–66 Molprozent. Der GC-Gehalt der Typusgattung Spirochaeta liegt bei 50–65 Molprozent, bei Treponema-Arten bei 37–54 Molprozent. Die Mureinschicht in der Zellwand enthält die Diaminosäure L-Ornithin als diagnostisch wichtige Aminosäure.

## Vorkommen
Die Spirochaetaceae sind entweder an einen Wirt gebunden oder kommen freilebend vor. Cristispira ist auf den Verdauungstrakt von bestimmten Mollusken beschränkt. Sie lebt symbiotisch im Kristallstiel (Kristallstylus) z. B. von Austern. Spirochaeta ist freilebend in Meer- oder Süßwasser zu finden. Treponema lebt als Kommensale oder Parasit in Tieren und Menschen als Wirt und kommt bei ihnen in der Mundhöhle, im Darm und im Bereich der Genitalien vor. Auch Borrelia ist an Wirte gebunden und kommt bei Menschen und einigen anderen Säugetieren vor, wie auch bei Zecken, die als Vektoren dienen. Clevelandina, Diplocalyx, Hollandina und Pillotina wurde im Hinterdarm von Termiten oder Schaben gefunden, die sich von Holz bzw. der darin enthaltenen Cellulose ernähren. Auch Sphaerochaeta wurde im Hinterdarm von Termiten nachgewiesen.

## Systematik
Die Familie der Spirochaetaceae wurde 1907 von Swellengrebel erstbeschrieben. Er untersuchte aquatische Bakterien, die damals der bereits 1835 beschriebenen Gattung Spirochaeta zugeordnet wurden. Seinen Untersuchungen zufolge ließen sie sich von den Spirillen unterscheiden, die zwar im lichtmikroskopischen Bild ähnlich erscheinen, aber nicht näher mit den Spirochäten verwandt sind. Die Beschreibung der Familie wurde 2012 mit der Etablierung einer neuen Gattung, Sphaerochaeta, erweitert. Der dabei genetisch untersuchte Bakterienstamm war vorher der Gattung Spirochaeta zugeordnet gewesen.

### Aktuelle Systematik
Die Familie der Spirochaetaceae steht in der Ordnung der Spirochaetales, die neben dieser Familie noch drei weitere umfasst: Brachyspiraceae, Brevinemataceae und Leptospiraceae. Zu der Familie der Spirochaetaceae werden zurzeit neun Gattungen gerechnet (Stand 2014), Spirochaeta ist die Typusgattung der Familie.
- Borrelia Swellengrebel 1907
- Clevelandina Bermudes et al. 1988
- Cristispira Gross 1910
- Diplocalyx (ex Gharagozlou 1968) Bermudes et al. 1988
- Hollandina (ex To et al. 1978) Bermudes et al. 1988
- Pillotina (ex Hollande & Gharagozlou 1967) Bermudes et al. 1988
- Sphaerochaeta Ritalahti 2012 emend. Abt, Göker, Kyrpides & Klenk 2012
- Spirochaeta Ehrenberg 1835 emend. Pikuta et al. 2009
- Treponema (Schaudinn 1905) Abt, Göker & Klenk 2013

### Vorschlag einer veränderten Systematik
Nach neuen phylogenetischen Untersuchungen von 2013 durch Gupta u. a. an den Vertretern der Spirochäten-Familien ergibt sich eine veränderte Systematik. Die Untersuchung hatte das Ziel, anhand von molekularen Markern (sogenannte Signatursequenzen) die phylogenetische Verwandtschaft zu klären. Dazu wird die DNA-Sequenz bestimmter Gene ermittelt, die für bekannte Proteine codieren. Einbau (Insertion) oder Löschen (Deletion) von kurzen Nukleotidsequenzen in einem Gen, aufgrund der vergleichbaren Auswirkungen zu einer Indel genannten Klasse vereinigt, führen zu einer veränderten Aminosäuresequenz im Protein. Indels in sonst wenig veränderlichen DNA-Sequenzen (konservierten Bereichen) sind seltene genetische Veränderungen und als molekularer Marker geeignet, wenn sie einigen Arten gemeinsam sind, und in anderen fehlen.
Diese, im Englischen als conserved signature indels („konservierte charakteristische Indels“) bezeichneten Marker wurden bei den Vertretern der Spirochäten-Familien bestimmt und verglichen. Es wurden 38 conserved signature indels (CSIs) gefunden, die entweder für alle Vertreter der Ordnung der Spirochaetales typisch sind oder für Vertreter der Haupt-Kladen. Sieben unterschiedliche CSIs kommen nur bei den Spirochaetaceae vor, nicht bei den anderen Familien. Andererseits wurden auch drei CSIs identifiziert, die nur bei Sphaerochaeta, Spirochaeta und Treponema zu finden sind, während 16 CSIs typisch für Borrelia sind. Diese Ergebnisse zeigen, dass die Spirochaetaceae eine Gruppe recht verschiedenartiger Spezies darstellen, was schon zuvor durch Untersuchungen der Nukleotide der 16S rRNA erkannt wurde, die 16S rRNA ist ein für Prokaryoten typischer Vertreter der ribosomalen RNA.
Als Ergebnis der Untersuchungen wurde vorgeschlagen, die vier Familien wegen ihrer deutlichen Unterschiede in den Rang einer Ordnung zu erheben. Die Ordnung Spirochaetales würde nach diesem Konzept nicht mehr die Mitglieder der anderen drei Familien umfassen. Außerdem wird vorgeschlagen, neben der Familie der Spirochaetaceae eine neue Familie der Borreliaceae zu etablieren, in die die Gattungen Borrelia und Cristispira gestellt werden. Üblicherweise werden derartige Änderungen erst mit Neuauflage des wichtigen Referenzwerks der phylogenetischen Systematik der Bakterien, Bergey's Manual of Systematic Bacteriology, anerkannt.

## Medizinische Bedeutung
Durch Spirochaetaceae verursachte Erkrankungen werden als Spirochaetaceae-Spirochätosen bezeichnet. In den Gattungen Treponema und Borrelia sind bedeutsame Krankheitserreger enthalten. Durch Treponema verursachte Infektionskrankheiten werden allgemein als Treponematosen bezeichnet. Treponema pallidum ist der Krankheitserreger der Syphilis, einer Infektionskrankheit, die zur Gruppe der sexuell übertragbaren Erkrankungen gehört. Ein infizierter Mensch kann über Läsionen der Haut oder Schleimhaut die Bakterien übertragen. Treponema pertenue verursacht Framboesie, eine Hautveränderung. Durch Borrelia verursachte Infektionskrankheiten werden allgemein als Borreliosen bezeichnet. Die Lyme-Borreliose wird u. a. durch Borrelia burgdorferi verursacht, andere Erkrankungen werden als Rückfallfieber zusammengefasst und beispielsweise durch Borrelia recurrentis und Borrelia duttoni hervorgerufen.